# Frank Hensel (Manager)
Frank Hensel (* 29. April 1958) ist ein deutscher Manager und Fußballfunktionär.
Nach einer abgeschlossenen Lehre im Einzelhandel studierte Hensel Betriebswirtschaftslehre. Erste berufliche Stationen waren in der Verwaltung von Nestlé Deutschland und der Handelskette Spar. 1999 kam er zur Rewe Group. 2005 wurde er Vorstandsmitglied von Rewe International und war von 2008 bis 2017 Vorstandsvorsitzender. 2018 wechselte er in den Aufsichtsrat.
Zwischen 2018 und 2023 war er Präsident des österreichischen Fußballbundesligisten FK Austria Wien.